# Hans-Jürgen Precht

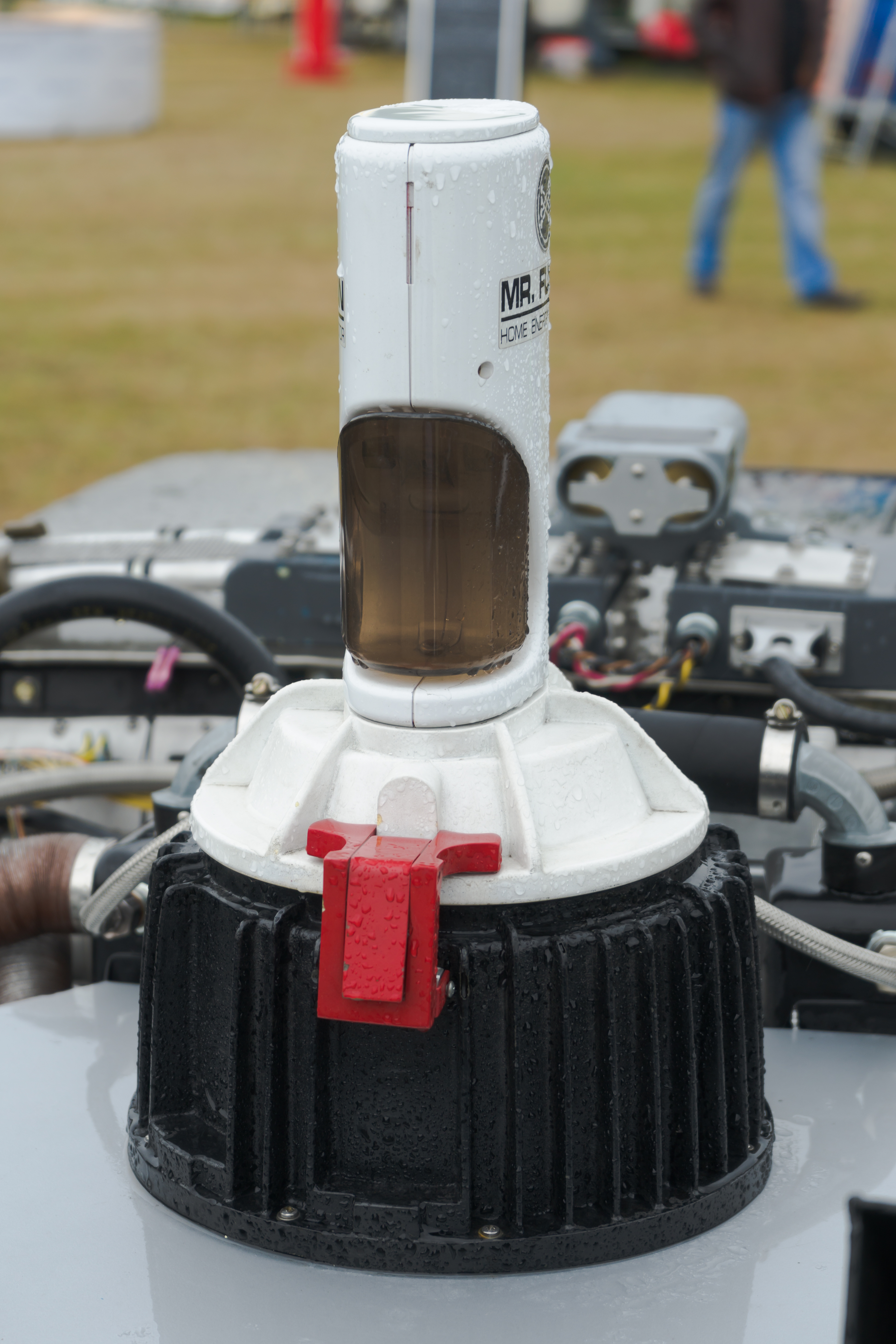
Mr. Fusion

Hans-Jürgen Precht (* 30. April 1933 in Hannover) ist ein deutscher Industriedesigner.

## Leben
Hans-Jürgen Precht studierte Industriedesign und arbeitete danach bei dem Solinger Haushaltsgerätehersteller Krups. Er designte u. a. Kaffeemaschinen, Stand- und Handmixer oder Kaffeemühlen, die noch heute verkauft werden, und ist Inhaber einer Reihe von Patenten und Gebrauchsmustern. Bekannt wurde die von ihm 1976 entwickelte Kaffeemühle Coffina aus den Filmen Alien und Zurück in die Zukunft als Mr. Fusion.
1979 war Precht Mitbegründer des Psychosozialen Trägervereins. Im Buch und später im Film seines Sohnes Richard David Precht Lenin kam nur bis Lüdenscheid hat Hans-Jürgen Precht als Vater eine tragende Rolle.

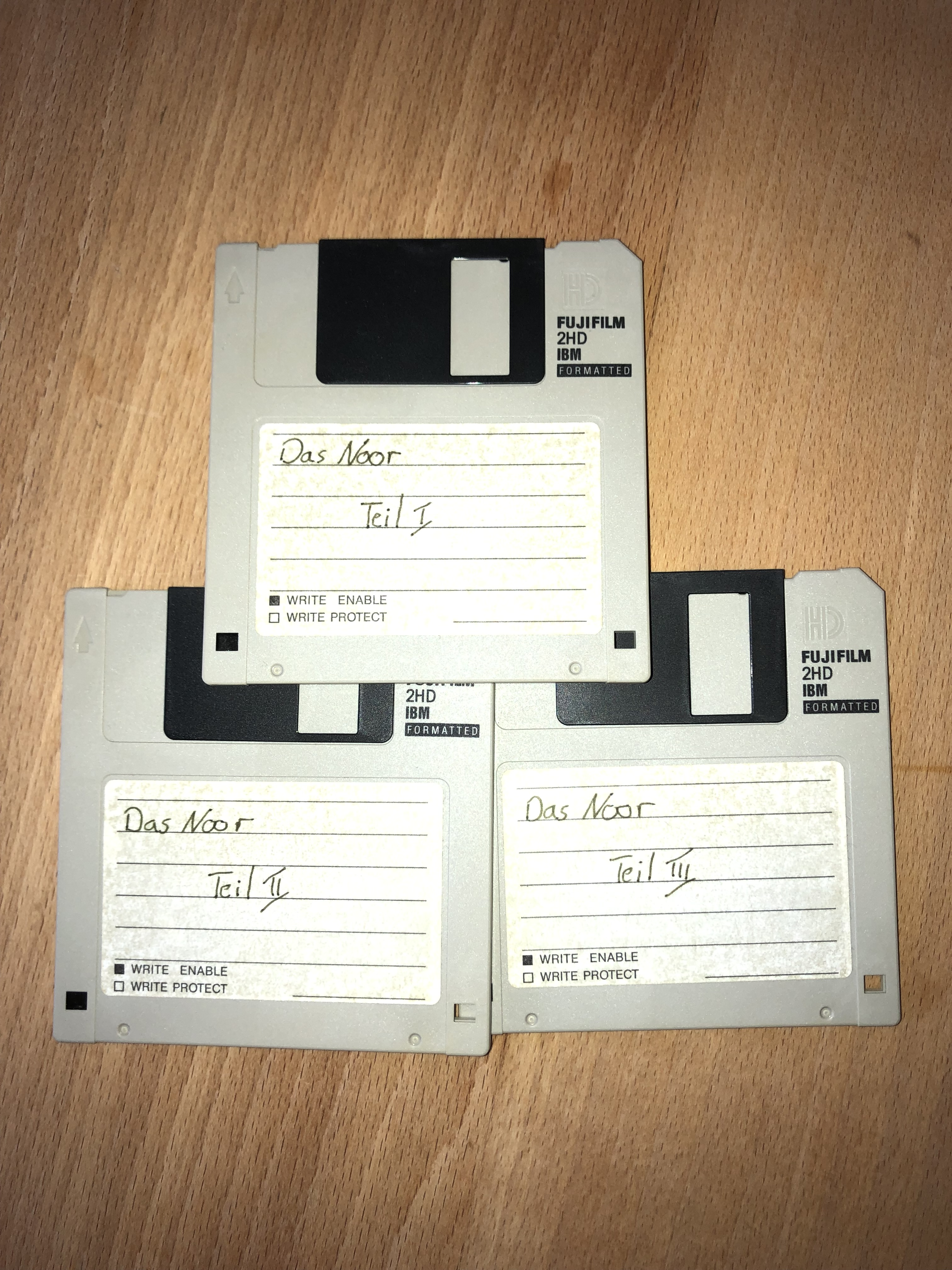
Urversion des Romans Die Instrumente des Herrn Jørgensen

1998 präsentierte er auf der Vertretersitzung des Rotbuch Verlags unter dem Verleger Vito von Eichborn den gemeinsam mit seinen Söhnen Georg Jonathan und Richard David zu dritt verfassten Roman Das Noor. Tatsächlich erschien das Buch erstmals im Herbst 1999 unter den Namen Georg Precht / Richard Precht mit dem Titel Das Schiff im Noor im Limes Verlag und zehn Jahre später als überarbeitete Neuausgabe mit dem Titel Die Instrumente des Herrn Jørgensen.

## Auszeichnungen (Auswahl)
- 2008 – Rheinischer Ehrenpreis für Soziales Engagement[10]